# Txeriómuixkin
Txeriómuixkin (en rus Черёмушкин) és un khútor de la República d'Adiguèsia, a Rússia. És a 9 km al sud de Guiaguínskaia i a 21 km al nord de Maikop. Pertany al municipi de Guiaguínskaia.